# Luchesius von Poggibonsi

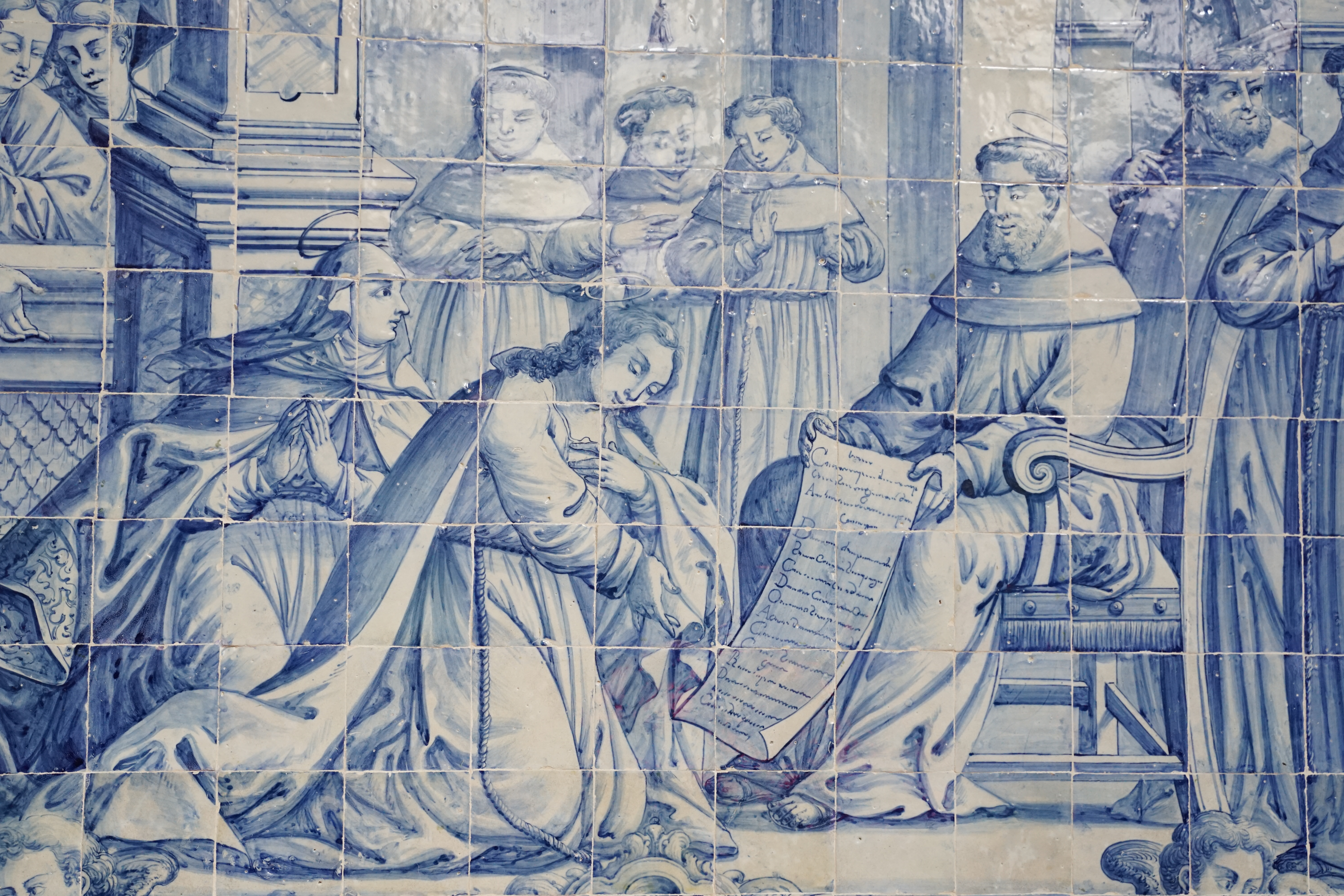
Luchesius und seine Frau erhalten von Franziskus die Ordensregel (Darstellung in der Kirche des Dritten Ordens, Braga, Portugal)

Luchesius von Poggibonsi; italienisch Lucchese; auch Lucensis, Lucius (* um 1181 in der Toscana; † 1260 in Poggibonsi,  Provinz Siena) war ein italienischer Kaufmann und eines der ersten Mitglieder des Dritten Ordens des heiligen Franz von Assisi. Er wird in der römisch-katholischen Kirche als Seliger verehrt.

## Leben
Luchesius war Kaufmann und in den Rivalitäten zwischen den toskanischen Stadtstaaten entschiedener Parteigänger der papsttreuen Guelfen. Deshalb und wegen seines habsüchtigen Geschäftsgebarens soll er in seinem Heimatort Gaggiano unbeliebt geworden sein und siedelte mit seiner Familie in die südwestlich von Siena gelegene Stadt Poggibonsi um. Dort handelte er mit Wurst und Speck, später mit Getreide, und war als Geldwechsler tätig.
Nach dem Tod seiner beiden Söhne machte er im Jahr 1221 eine Bekehrungserfahrung. Sie wurde gefördert durch eine Begegnung mit dem Ordensgründer Franziskus von Assisi, einem Jugendfreund des Luchesius und wie er als junger Mann Kaufmann und auf Seiten der Guelfen in Kämpfe mit den Ghibellinen verstrickt. Luchesius verkaufte – zunächst gegen den Willen seiner Ehefrau Bona dei Segni, genannt Bonadonna – den Großteil seines Vermögens und verwendete den Erlös und seine Arbeitskraft für die Sorge für kranke und arme Menschen. Er schloss sich dann mit seiner Frau der Bußbruderschaft an, die Franziskus mit seinem „Brief an die Gläubigen“ im selben Jahr 1221 inspiriert hatte; Franziskus wollte mit der Bruderschaft Menschen eine Lebensform ermöglichen, die nicht in einer ehelosen klösterlichen Gemeinschaft leben, aber doch ihr Leben nach dem Evangelium ausrichten wollten. Franziskus selber soll Luchesius und seiner Frau das Kleid der Bruderschaft, einen einfachen grauen Habit mit Zingulum, überreicht und sie so in den Orden aufgenommen haben, der später der „Dritte Orden“ des heiligen Franziskus genannt wurde.

## Verehrung
Luchesius wurde in der Franziskanerkirche in Poggibonsi beigesetzt. Sein Grab wurde zum Ziel von Wallfahrten und Prozessionen. Papst Innozenz XII. gestattete den Franziskanern 1694, sein Fest liturgisch zu begehen. Papst Pius VI. bestätigte 1779 die Verehrung des Luchesius als Seliger. Sein Gedenktag wird in den franziskanischen Orden am 28. April begangen.